# Laser Mégajoule

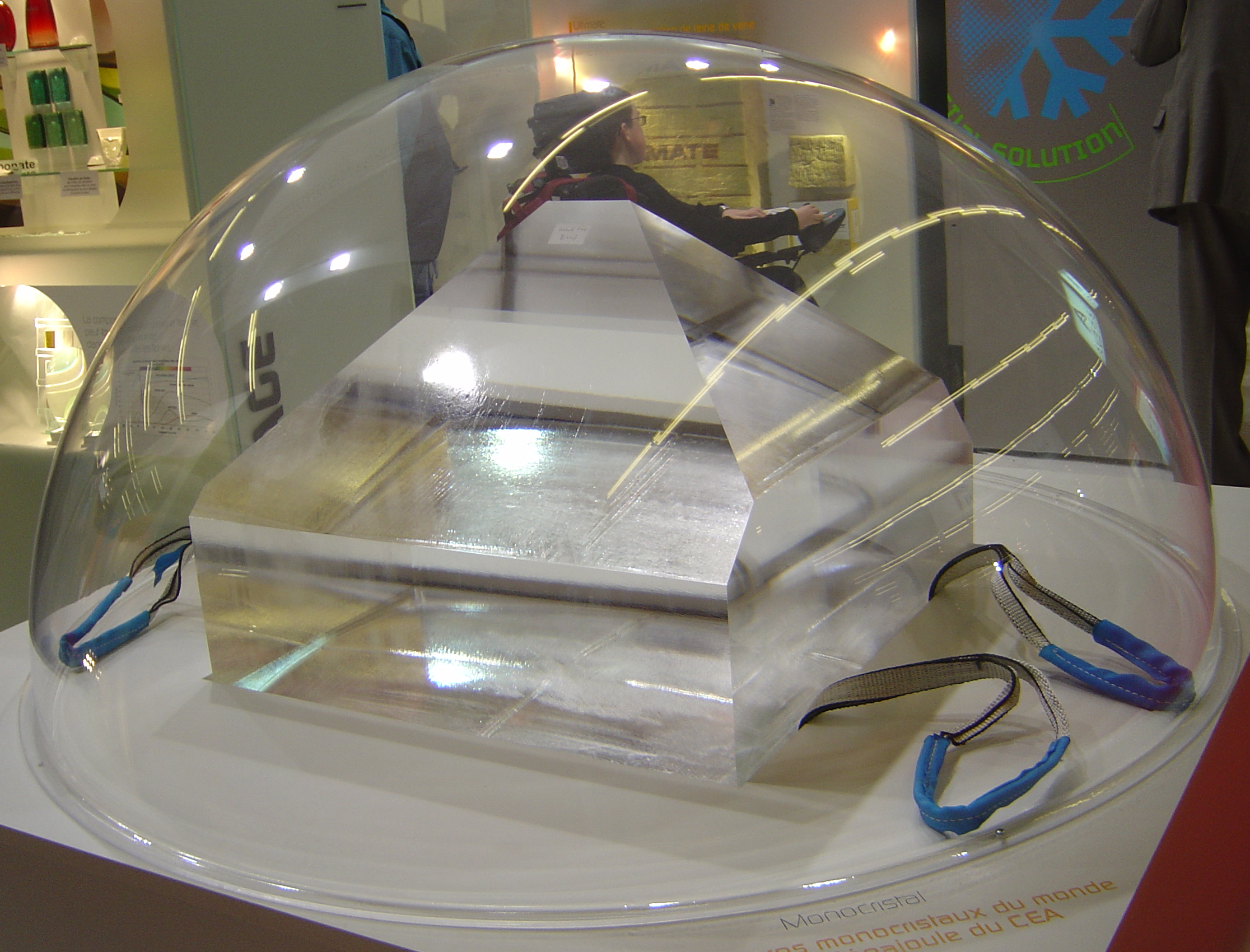
Großer Monokristall von Kaliumdihydrogenphosphat zur Frequenzumwandlung am LMJ, hergestellt aus einer Lösung durch Saint-Gobain

Der Laser Mégajoule (LMJ) ist eine Forschungseinrichtung zur Kernfusion. Dabei wird das Konzept der Trägheitsfusion genutzt. Die Einrichtung steht in der Nähe von Bordeaux in Frankreich und wird vom französischen CEA betrieben. Der Laser Mégajoule wird 22 Beamlines haben, von denen jede acht Einzelstrahlen liefert. Insgesamt 176 Einzelstrahlen mit einer Gesamtenergie von etwa 1,3 MJ erhitzen einen Hohlraum, in dem dann ein Blitz aus Röntgenstrahlen ein Target stark komprimiert und erhitzt. LMJ ist der US-amerikanischen Anlage National Ignition Facility (NIF) sehr ähnlich und außerhalb der USA die größte Versuchsanlage zur Trägheitsfusion.
Der primäre Zweck des LMJ ist die Überprüfung numerischer Modelle zur Simulation von Kernwaffentests, mit denen die Funktionsfähigkeit des französischen Kernwaffenarsenals gewährleist werden soll. Erst später und mit geringerer Priorität seien auch zivile Experimente zur möglichen Energiegewinnung vorgesehen.
Ende 2014 wurde die erste der 22 Beamlines in Betrieb genommen. 2019 lieferten die sechs betriebsbereiten Beamlines zusammen 0,16 MJ für ein erstes Experiment zur Trägheitsfusion. Stand 2022: Zehn Beamlines.
Durch eine Kooperation mit PETAL steht das LMJ seit 2017 akademischer Forschung offen.